# Salar (kommun)
Salar är en kommun i Spanien.   Den ligger i provinsen Provincia de Granada och regionen Andalusien, i den södra delen av landet, 400 km söder om huvudstaden Madrid. Antalet invånare är 2 758. Arean är 86 kvadratkilometer. Salar gränsar till Alhama de Granada, Loja, Huétor-Tájar och Moraleda de Zafayona. 
Terrängen i Salar är kuperad söderut, men norrut är den platt.